# Nelson Di Maggio
Nelson Di Maggio   (San José de Mayo, 3 de desembre de 1928 - 4 de novembre de 2021) va ser un crític d'art, comissari, professor i escriptor uruguaià.

## Biografia
Nelson Di Maggio va realitzar els seus estudis a la Facultat d'Humanitats i Ciències de Montevideo i la Càtedra d'Història de l'Art amb el professor Jorge Romero Brest.
Des de 1953 va exercir la crítica d'art en diaris i setmanaris de Montevideo, ciutat en la qual residia. Les pàgines Marcha, Brecha, Acción, Alternativa Socialista i altres, van publicar les seves polèmiques crítiques, sent La República el diari que va convertir la seva pàgina de crítica d'art dels dilluns en un clàssic entre els anys 1988 i 2013.
Entre 1976 i 1978 va dirigir la galeria d'exposicions d'art de l'Aliança Francesa de Montevideo. Va dictar cursos d'Història de l'Art al Museu Torres García (1997-1997), Museu Nacional d'Arts Visuals (MNAV) (2006-2008), Centre Cultural d'Espanya (2007) i altres institucions públiques i privades. Va ser jurat de premis, comissari d'exposicions, i va escriure nombrosos textos per a catàlegs i publicacions d'art de l'Uruguai i l'exterior.
Era membre de l'Associació Internacional de Crítics d'Art (AICA). En 2016 se li fa entrega d'un premi en reconeixement de la seva trajectòria professional.

## Llibres
- Literatura y artes plásticas en Uruguay (1969).
- Washington Barcala (1995).
- Juan Manuel Besnes e Irigoyen (1998).
- Los cafés literarios (1998).
- Zoma Baitler (2008).
- Carmelo Arden Quin (2009).
- Costigliolo, Homo geometricus (2010).
- Artes Visuales en Uruguay: diccionario crítico (2013).